# Девід Робертсон (диригент)
Девід Робертсон (англ. David Robertson; нар. 19 липня 1958, Санта-Моніка) — американський диригент.
Закінчив лондонську Королівську академію музики, де вивчав композицію, диригування та гру на трубі. У 1985—1990 рр. працював у Єрусалимському симфонічному оркестрі. У 1990—2000 рр..очолював французький камерний оркестр Ensemble Intercontemporain, що спеціалізується на надсучасній музиці. У 2000—2004 рр. керував Ліонським національним оркестром. На обох постах Робертсон працював у напрямку зміцнення французько-американських музичних зв'язків, вводячи в репертуар музику американських композиторів та проводячи американські гастролі.
2005 року Робертсон був призначений головним диригентом Сент-Луїського симфонічного оркестру, ослабленого трудовими суперечками та раптовою відставкою попереднього керівника Ганса Вонка. У короткий термін Робертсон відновив репутацію оркестру, ряд його виступів у Карнеґі-холі заслужив високу оцінку нью-йоркських музичних критиків. Під керівництвом Робертсона оркестр вперше взяв участь у Променадних концертах в Англії (2012), здійснив низку записів (особливо помітна робота оркестру над записом творів Джона Адамса). 2006 р. Робертсон був нагороджений Премією Дітсона.
Паралельно роботі в Сент-Луїсі Робертсон у 2005—2012 роках був головним запрошеним диригентом Симфонічного оркестру Бі-бі-сі, а 2014 року очолив Сіднейський симфонічний оркестр.
Третім шлюбом з 2003 р. одружений з піаністкою Орлі Шахам (нар. 1975), сестра скрипаля Гіла Шагама; їхнє знайомство відбулося 1999 р. на репетиції першого для них обох виступів із Сент-Луїським симфонічним оркестром.